# Hannah Hampton
Hannah Hampton (Birmingham, 16 de novembre de 2000) és una futbolista professional anglesa que juga com a portera del club de la FA Women's Super League Aston Villa i de la selecció d'Anglaterra. Hampton és un producte de les acadèmies de l'Stoke City i Birmingham City, i també va passar cinc anys a les categories inferiors del Vila-real CF.

## Biografia
Hampton va néixer a Birmingham, Anglaterra i va créixer a Studley, Warwickshire abans d'emigrar al País Valencià amb la seua família als cinc anys. Allà, Hampton va ser buscada per a l'acadèmia del Vila-real CF on va jugar com a davantera. Va estudiar a la British School de Vila-real on els seus pares, Chris i Laura, van treballar com a professors. Va tornar a Anglaterra el 2010 i es va unir al centre d'excel·lència de l'Stoke City, on va fer la transició de davantera a portera.
El 2016, Hampton va ser reclutada per al Centre d'Excel·lència del Birmingham City per mitjà del llavors director de l'Acadèmia Marc Skinner, que després seria nomenat entrenador del primer equip. El 5 de novembre de 2017, Skinner va convocar a Hampton per al seu debut sènior en un partit de grup de la Copa de la Lliga contra Doncaster Belles. Després de fer una sèrie d'aparicions al primer equip, Hampton va signar el seu primer contracte professional amb el club el 5 de desembre de 2018.
El 3 de juliol de 2021, Hampton va signar un contracte de dos anys amb l'equip de la FA WSL Aston Villa.